# 淡翅维达雀
，是雀形目维达雀科的一种鸟类。

## 特征
淡翅维达雀体重约13.08克，翼长约62.9毫米，喙宽度约4.1毫米，喙厚度约5.9毫米，嘴峰长约10.3毫米，跗蹠长约13.4毫米，尾长约37.3毫米。
淡翅维达雀是留鸟，栖息在草地，它们是植食性动物，主要以植物的种子或坚果为食。它们分布在塞内加尔、冈比亚、几内亚，向东分布至刚果民主共和国东北部、南苏丹和埃塞俄比亚西部。